# Тиволи (стадион, Ахен)
«Тиволи» — футбольный стадион в Ахене, Германия, который был открыт 17 августа 2009 года, в качестве замены стадиона «Старый Тиволи». Стадион вмещает 32 960 зрителей, на международные матчи вместимость арены составляет 27 250 зрителей.

## История
Городские власти впервые предложили построить новый стадион за городом, недалеко от местного аэропорта. Однако болельщики хотели, чтобы стадион был построен в черте города. После долгих дебатов в феврале 2007 года были обнародованы планы относительно нового стадиона, который будет построен в спортивной зоне где находился предыдущий стадион.
Около 4,2 миллиона евро потратили на строительство арены, которые профинансированы за счет облигаций клуба «Алеманния».
Первый матч на стадионе провели против бельгийского «Льерса» без зрителей. Первый матч Бундеслиги состоялся 17 августа 2009 года против «Санкт-Паули», который хозяева проиграли со счётом 0:5, что стало самым крупным домашним поражением в истории клуба из Аахена.
Первый международный матч состоялся 4 сентября 2009 года в котором молодёжная сборная Германии провела свой первый матч квалификации молодёжного чемпионата Европы по футболу 2011 года против сборной Сан-Марино, в котором хозяева одержали крупную победу 6:0.
В 2015 году была проверена реализация мероприятий на стадионе для проведения концертов. В том же году была реализована популярная концепция кинотеатра под открытым небом.
Первые концерты планировали провести в 2017 году, однако в апреле 2016 года стало известно о недостатках в системе безопасности арены, которые были выявлены в ходе регулярно повторяющихся экспертных проверок стадиона.

## Галерея

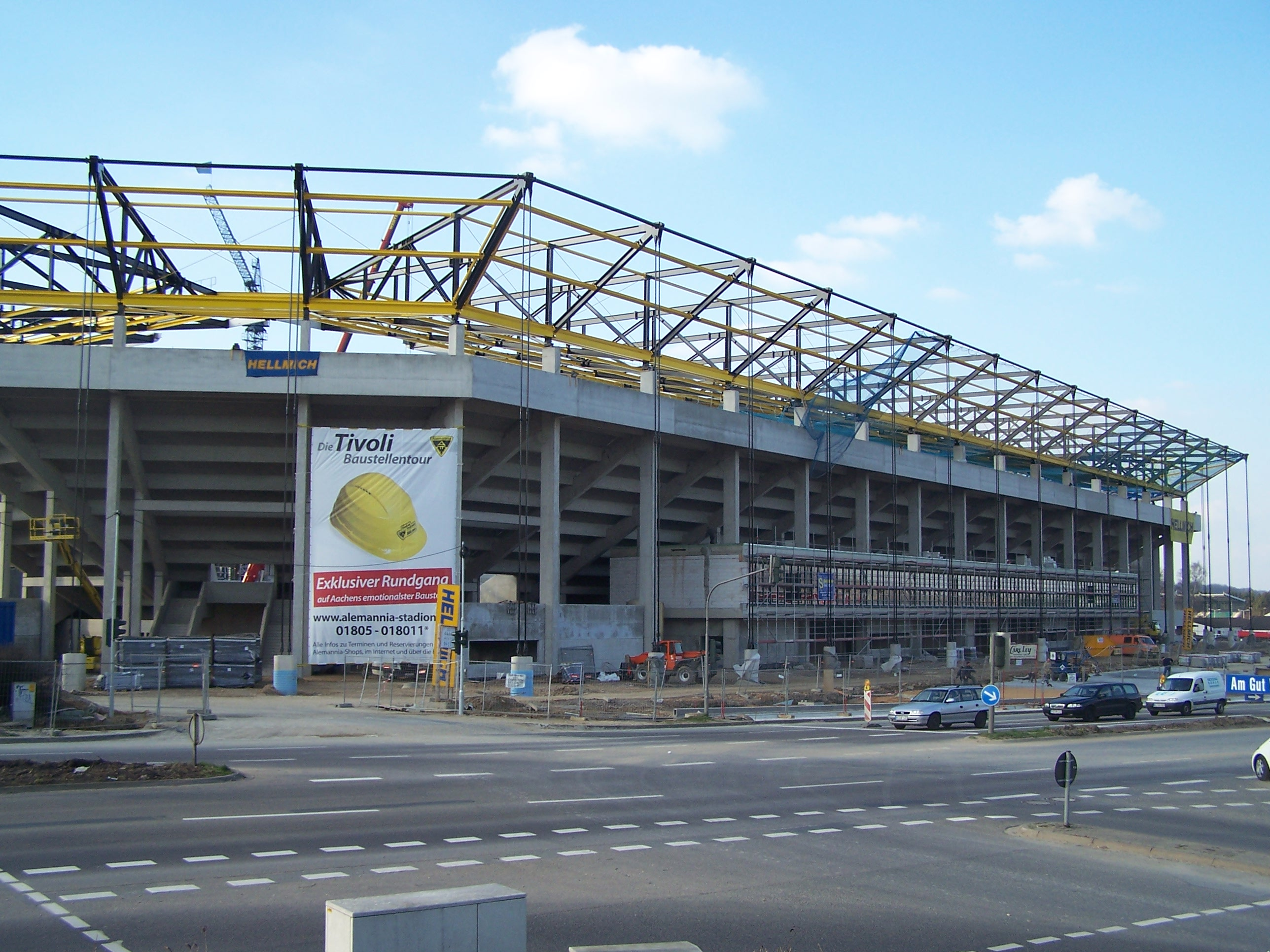
Новый Тиволи в стадии строительства
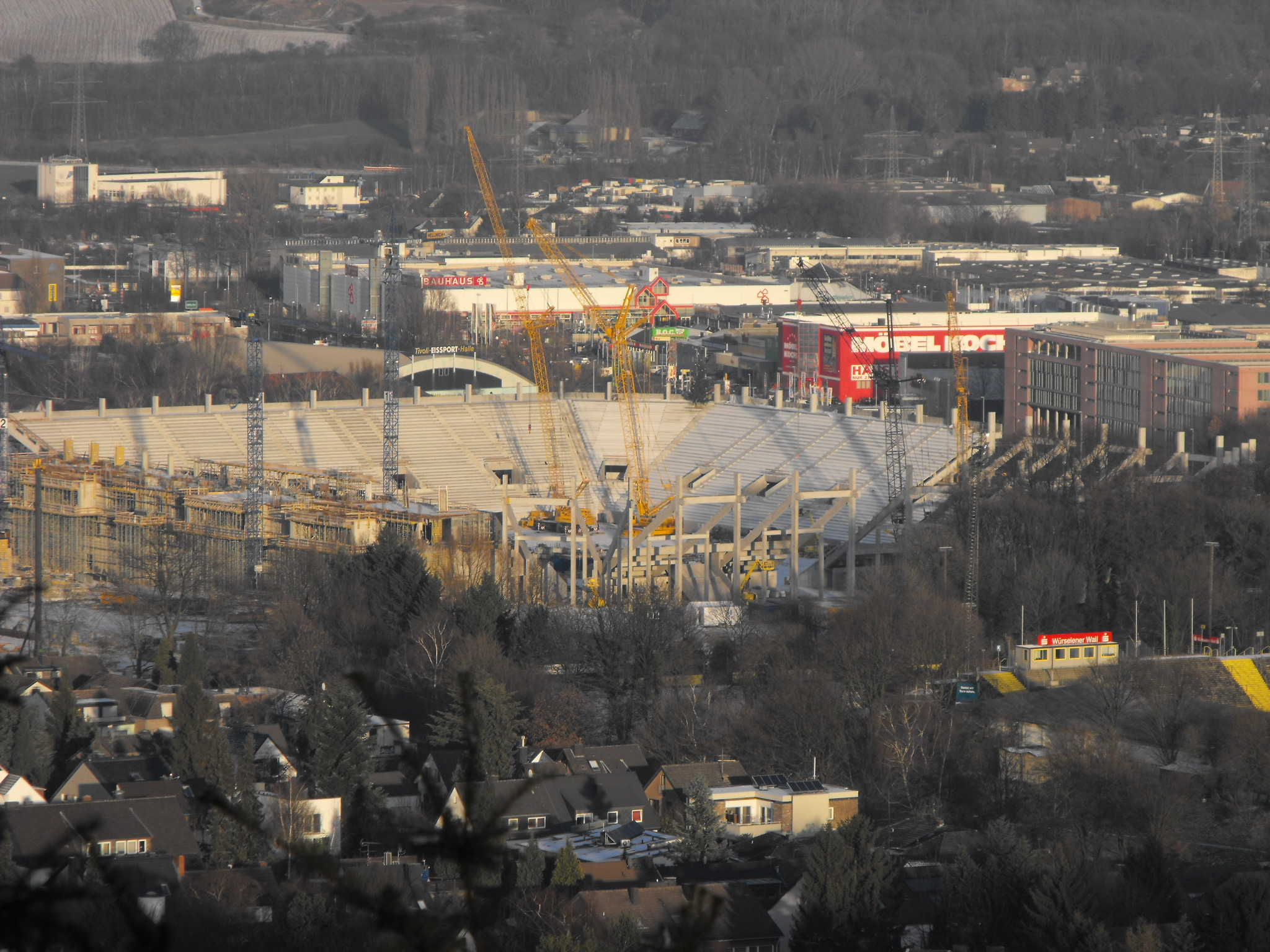
Строящийся Новый Тиволи, вид со стороны Лаусберга
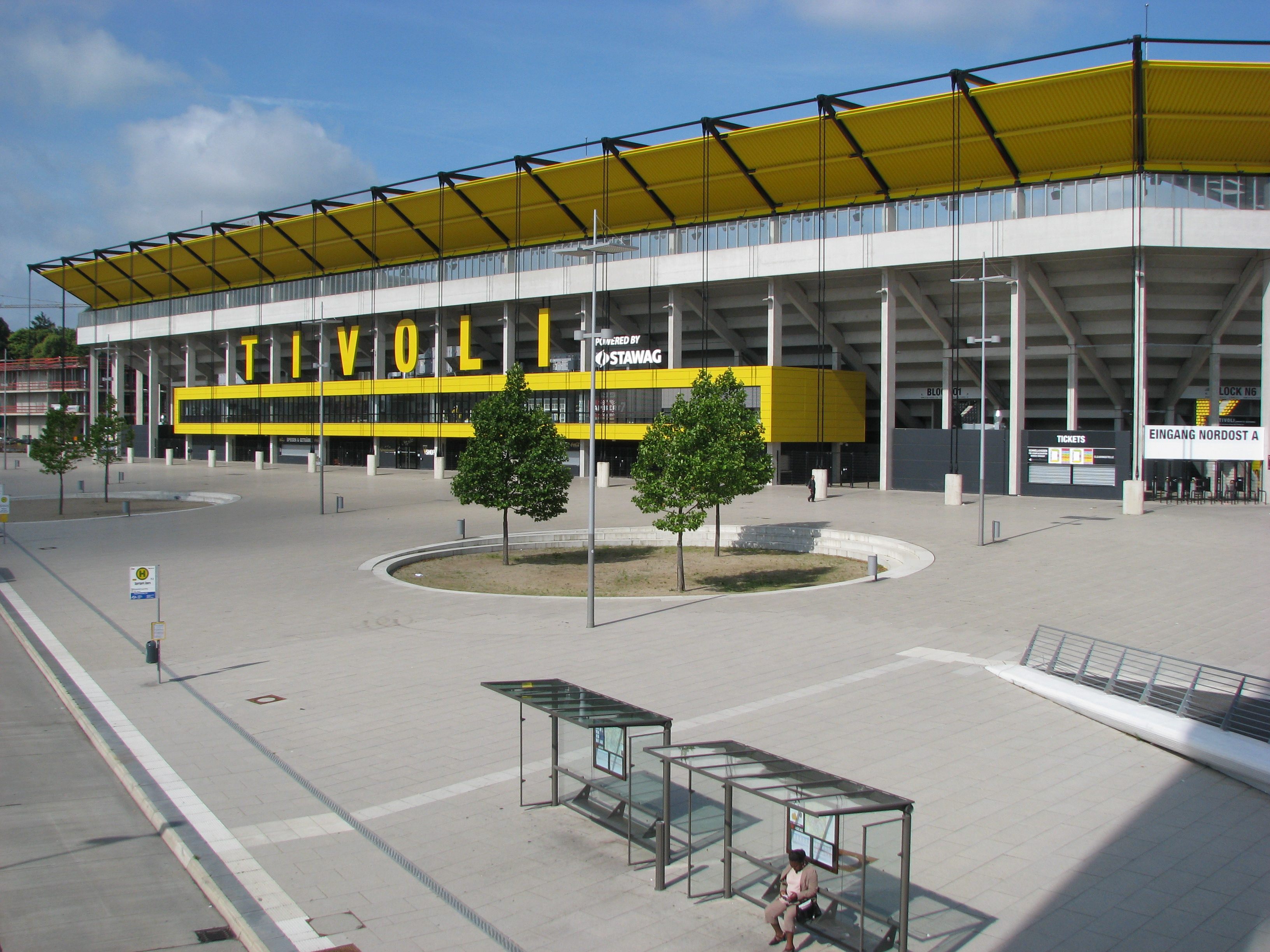
Восточная трибуна Тиволи
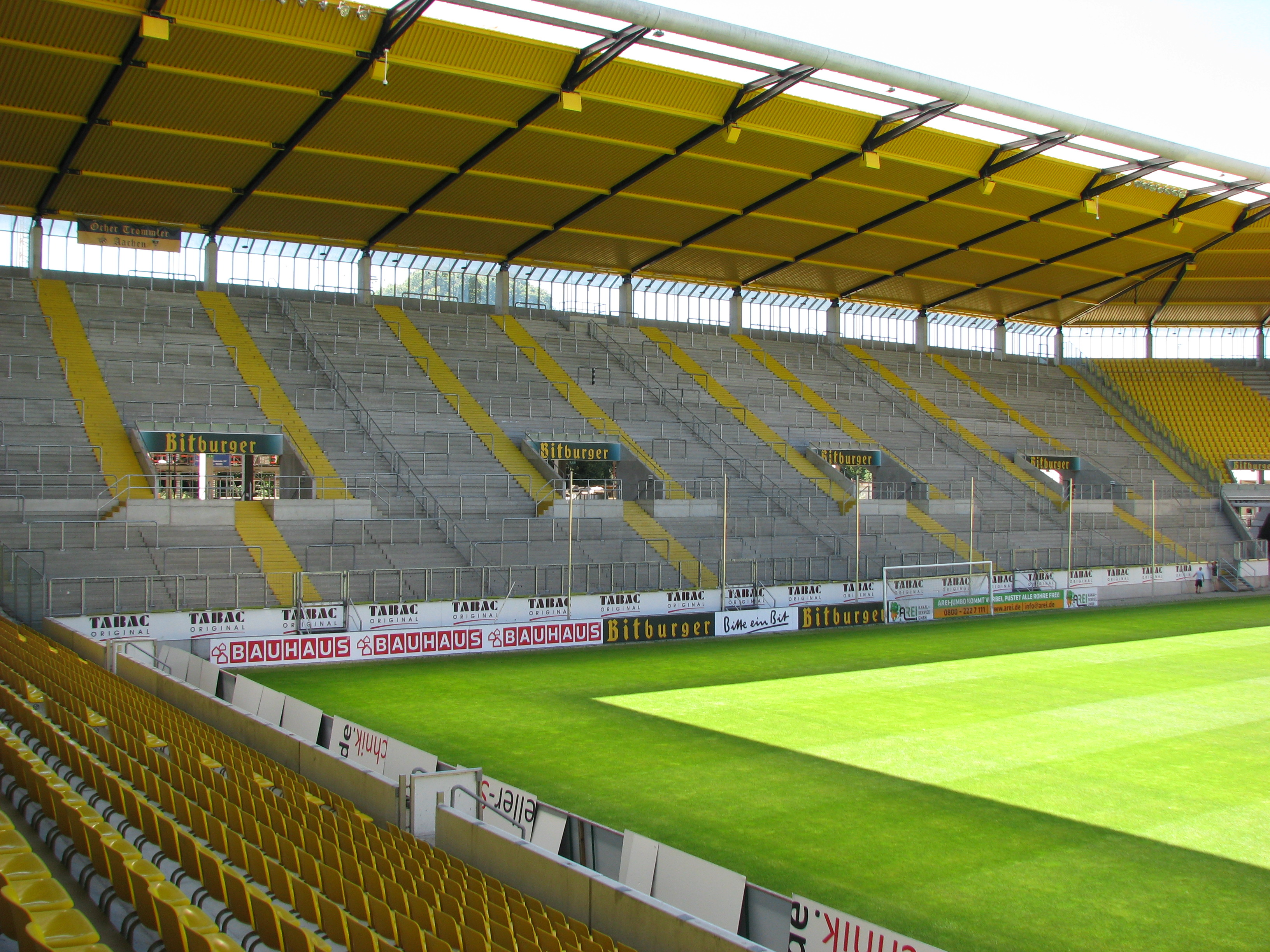
Южная трибуна
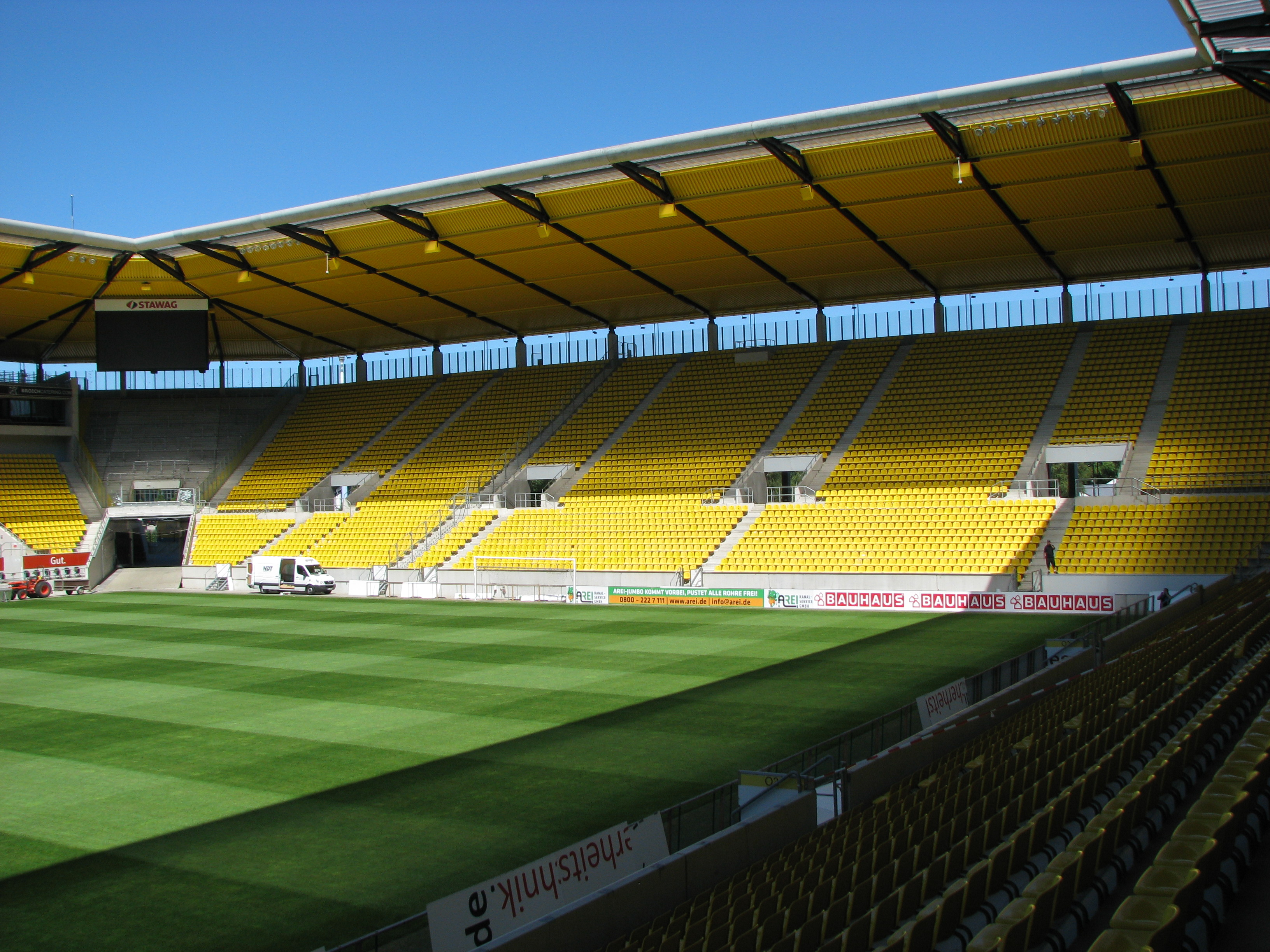
Северная трибуна
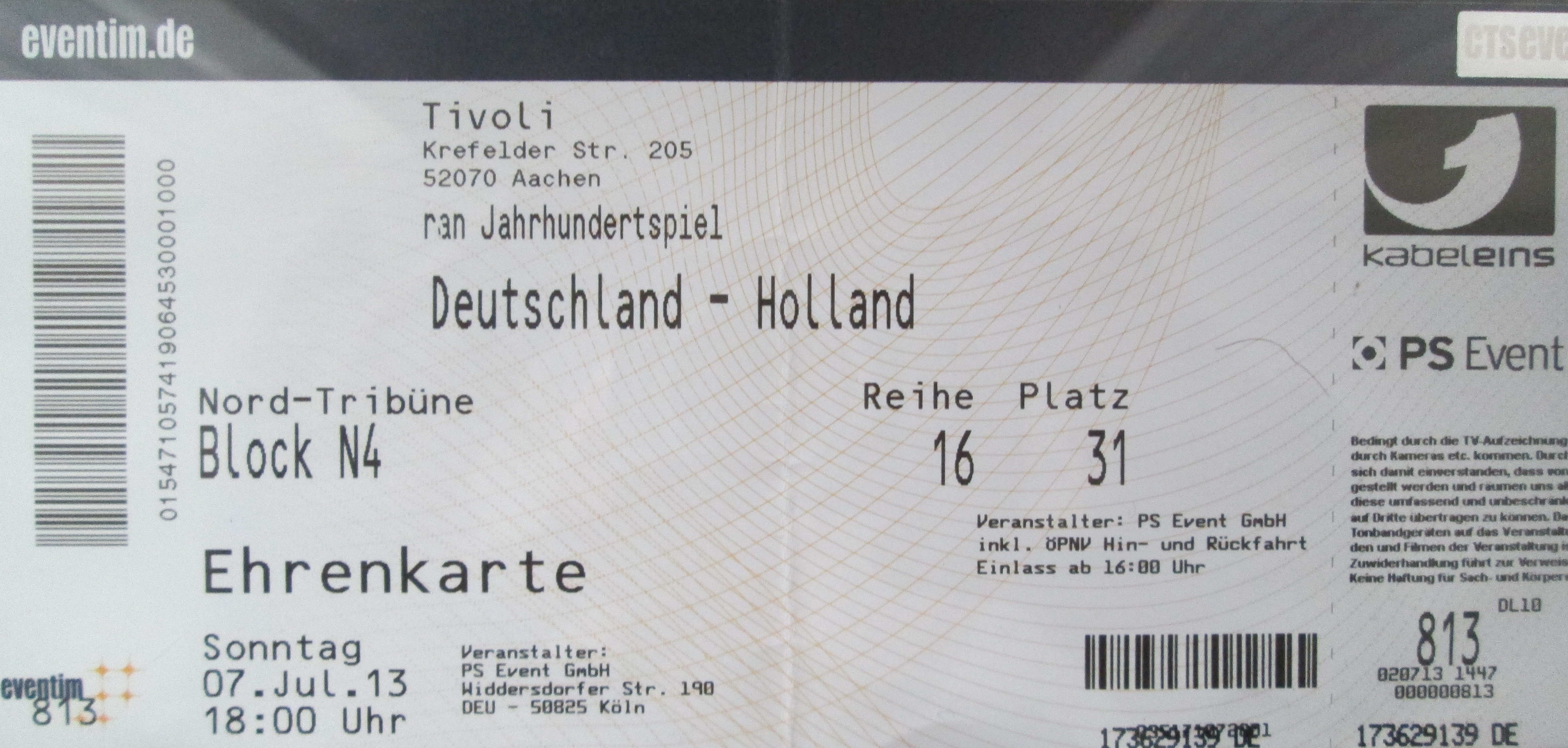
Билет